# Tillandsia 'Casallena'
Tillandsia 'Casallena' es un  cultivar híbrido del género Tillandsia perteneciente a la familia  Bromeliaceae.
Es un híbrido creado  con las especies Tillandsia compressa × Tillandsia fasciculata.